# 12108 Jamesaustin
12108 Jamesaustin este o planetă minoră (asteroid), cu un diametru de 9,663 km, din centura de asteroizi. A fost descoperită pe 22 mai 1998 la Magdalena Ridge Observatory⁠(d) de Lincoln Near-Earth Asteroid Research. 
Obiectul prezintă o orbită caracterizată de o semiaxă mare de 3,0829007 UAi, o excentricitate de 0,17, o înclinație de 5,07346 ° în raport cu ecliptica.